# Satelit de telecomunicații

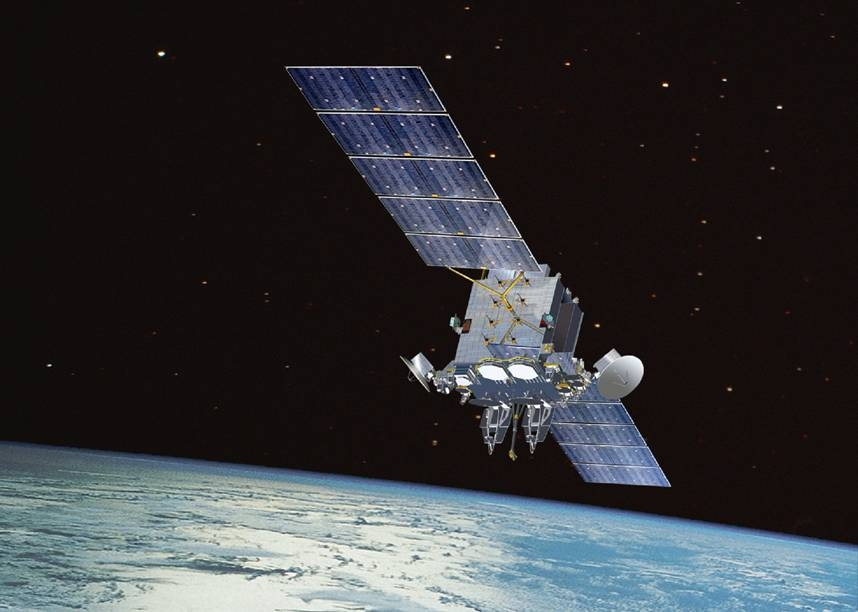
Satelit militar de telecomunicații AEHF, serie desfășurată în cursul deceniului 2010 (vedere artistică).

Un satelit de telecomunicații este un satelit artificial plasat în spațiu în scopuri de telecomunicații. În funcție de nevoie, circulă pe o orbită geostaționară, o orbită joasă a Pământului sau o orbită Molnia de unde retransmite semnalul emis de stațiile de transmisie către stațiile de recepție. Telecomunicațiile prin satelit au fost prima aplicație comercială a erei spațiale odată cu lansarea primului satelit operațional (Intelsat I) în 1965. Dezvoltat inițial pentru telecomunicații telefonice la distanță lungă, într-o perioadă în care doar cablurile submarine  permiteau transmisia vocii pe distanțe lungi, de la mijlocul secolului al XX-lea, de atunci a apărut și alte aplicații. Cea mai mare parte a activității se referă la difuzarea de programe de televiziune. Pentru serviciile fixe, sateliții de comunicații oferă tehnologie complementară fibrei optice. Sateliții sunt, de asemenea, utilizați pentru aplicații mobile, cum ar fi comunicațiile cu nave sau avioane.
Dezvoltarea telecomunicațiilor spațiale a fost inițial încredințată organizațiilor internaționale (Intelsat și Inmarsat). Progresul tehnic și creșterea puternică a activității au dus la apariția în anii 1970 a multor companii regionale.
Sectorul telecomunicațiilor spațiale sprijină câțiva producători de sateliți care împart o piață relativ stabilă de aproximativ douăzeci de sateliți geostaționari pe an și câteva zeci de operatori de sateliți.

## Principiu
Un satelit plasat pe o orbită geostaționară pare fix unui observator  aflat pe suprafața Pământului. Înconjoară Pământul în 23 de ore și 56 de minute și 4 secunde, cu o viteză constantă, chiar deasupra ecuatorului terestru. Acest tip de orbită este foarte practic pentru aplicațiile de comunicații deoarece antenele de la sol, care trebuie să fie, în mod obligatoriu, îndreptate spre satelit, pot funcționa eficient fără să fie nevoie să fie echipate cu sisteme de urmărire a mișcărilor satelitului, care ar fi costisitor și complicat de operat. În cazul aplicațiilor care necesită un număr foarte mare de antene la sol (cum ar fi difuzarea unor buchete de canale de televiziune digitală), economiile realizate la echipamentele de la sol justifică în mare măsură complexitatea tehnologică a satelitului și costul suplimentar pentru plasarea lui pe o orbită relativ înaltă (aproape 36.000 km, mai precis la 35.786 km).

## Istoric

### Inventarea satelitului de telecomunicații

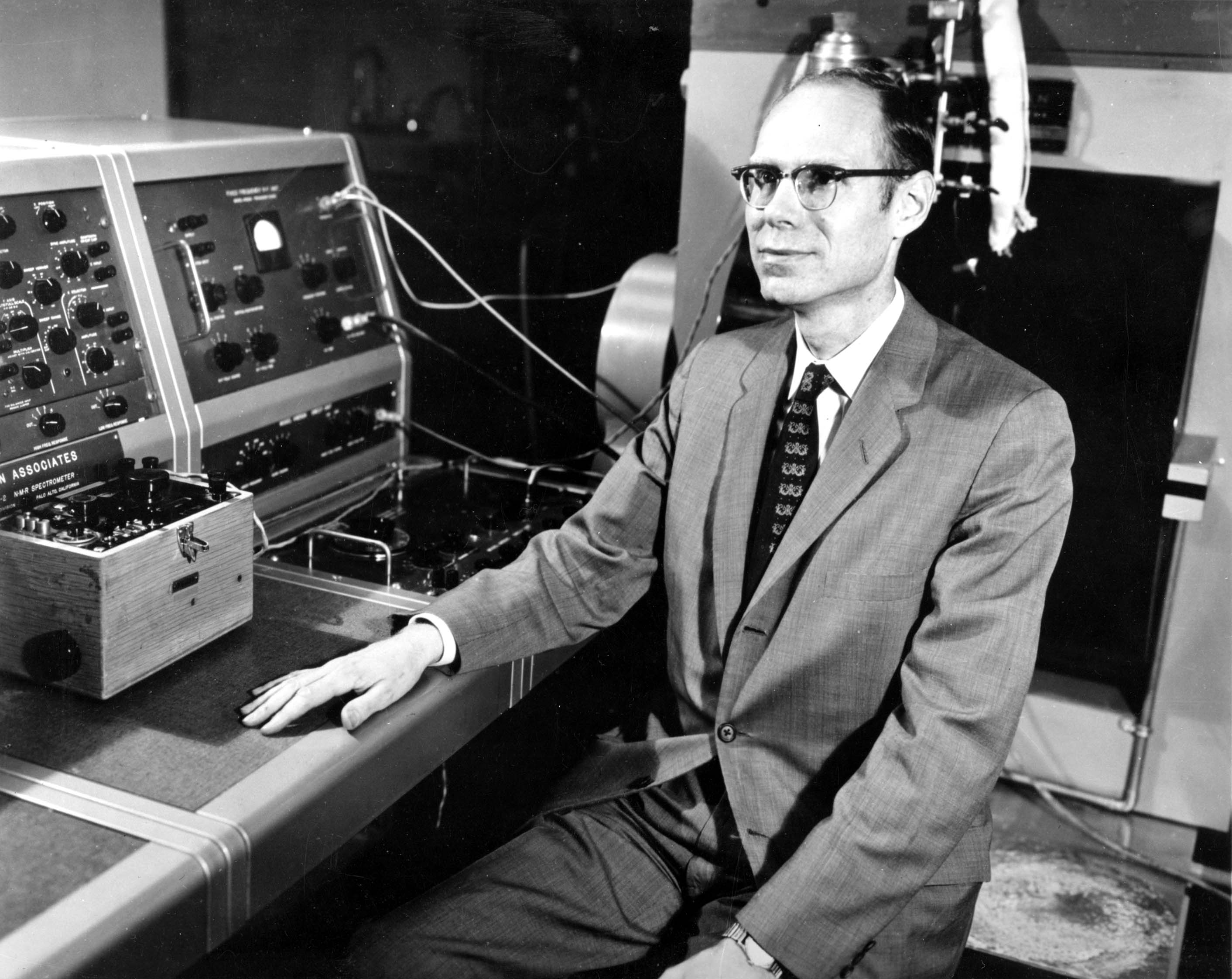
John Robinson Pierce inginer pionier al telecomunicațiilor spațiale.

Chiar înainte de debutul erei spațiale (1957), cercetătorii precum și industriașii înțelegeau că sateliții pot fi utilizați pentru ameliorarea comunicațiilor la mare distanță.
Conceptul de satelit geostaționar de telecomunicații a fost expus pentru prima oară de către Arthur C. Clarke, care se baza pe lucrările lui Konstantin Țiolkovski și pe un articol de Herman Potočnik, scris în 1929 sub pseudonimul Herman Noordung, având titlul Das Problem der Befahrung des Weltraums — der Raketen-motor. În octombrie 1945  Clarke a publicat un articol întitulat « Extra-terrestrial Relays Arhivat în 25 decembrie 2007, la Wayback Machine. » în magazinul britanic Wireless World. Articolul descrie legile fundamentale care guvernează desfășurarea sateliților artificiali pe orbită geostaționară cu scopul transmiterii semnalelor radio. De aceea Arthur C. Clarke este considerat inventatorul satelitului de comunicații. John Robinson Pierce a fost primul care a încercat să realizeze această nouă idee. Acest inginer, pionier în dezvoltarea telecomunicațiilor și angajat de principala companie americană de telecomunicații AT&T, a publicat în 1955 un studiu privind caracteristicile tehnice, contribuțiile și costurile unui satelit poziționat deasupra Oceanului Atlantic și schimbând comunicații telefonice între Europa și America de Nord. După estimările sale, un asemenea satelit ar avea capacitatea de 1.000 de comunicații telefonice simultane, pe care o raportează la cele 36 de legături simultane permise de primul cablu transatlantic submarin TAT-1) a cărei inaugurare era prevăzută în 1956. Pe de altă parte, el estimează costul unui astfel de satelit la 1 miliard de dolari americani (TAT-1 : 30-50 de milioane US$).

### Telecomunicațiile la mare distanță în anii 1950
În epoca articolului lui Clarke, telecomunicațiile la mare distanță se efectuau prin unde radio de hiperfrecvență. Cablurile telefonice submarine de mare lungime nu permiteau transmiterea inflexiunilor vocii umane. Doar mesajele telegrafice care utilizau alfabetul Morse puteau să tranziteze prin cablu. Funcționarea comunicațiilor radio la mare distanță, pe de altă parte, depinde de condițiile meteorologice și de comportamentul ionosferei pe care trebuie să reflecte undele radio. Furtunile solare și furtunile magnetice pot perturba sau chiar interzice orice conexiune telefonică. Transmisia canalelor de televiziune, care au apărut în acea epocă, este și mai dificilă. Transmisia prin radio este imposibilă la mare distanță, iar difuzarea trebuia făcută printr-o rețea densă de antene-releu pentru a permite o acoperire completă, ceea ce interzice difuzarea acestora dincolo de oceane. Totuși, la mijlocul anilor 1950, soluțiile tehnice au început să apară datorită progreselor în electronică stimulate de cercetările întreprinse în timpul celui de-Al Doilea Război Mondial. Primul cablu transatlantic (TAT-1) capabil să stabilească 36 de legături telefonice simultane a fost inaugurat în 1956. În următoarele două decenii, dezvoltarea tranzistorului, care a înlocuit treptat tubul electronic (cunoscut și sub denumirea de lampă radio), a făcut posibilă trecerea capacității cablului la mai multe mii de comunicații simultane.
De la începuturile lor, telecomunicațiile prin satelit au concurat cu cablul. Satelitul are trei avantaje: poate deservi mai multe stații terestre în timp ce cablul poate merge doar dintr-un punct în altul, costul său (al satelitului) este independent de distanță și nu este împiedicat de obstacole fizice (de exemplu de oceane) și granițe politice. Susținătorii cablurilor subliniază experiența dobândită de o industrie care datează de mai bine de un secol, pe când tehnologia prin satelit era încă la început. Nevoile viitoare erau greu de evaluat, iar această incertitudine nu justifica investiții majore într-o nouă tehnică. Transmiterea unor volume mari de date, difuzarea canalelor de televiziune pe toată planeta erau fenomene inexistente. Numărul de apeluri internaționale era redus. Mai mult, tehnologiile și mijloacele financiare necesare producerii sateliților de telecomunicații și mai ales a lansatoarelor erau la îndemâna unor foarte puține țări.

### Primele prototipuri

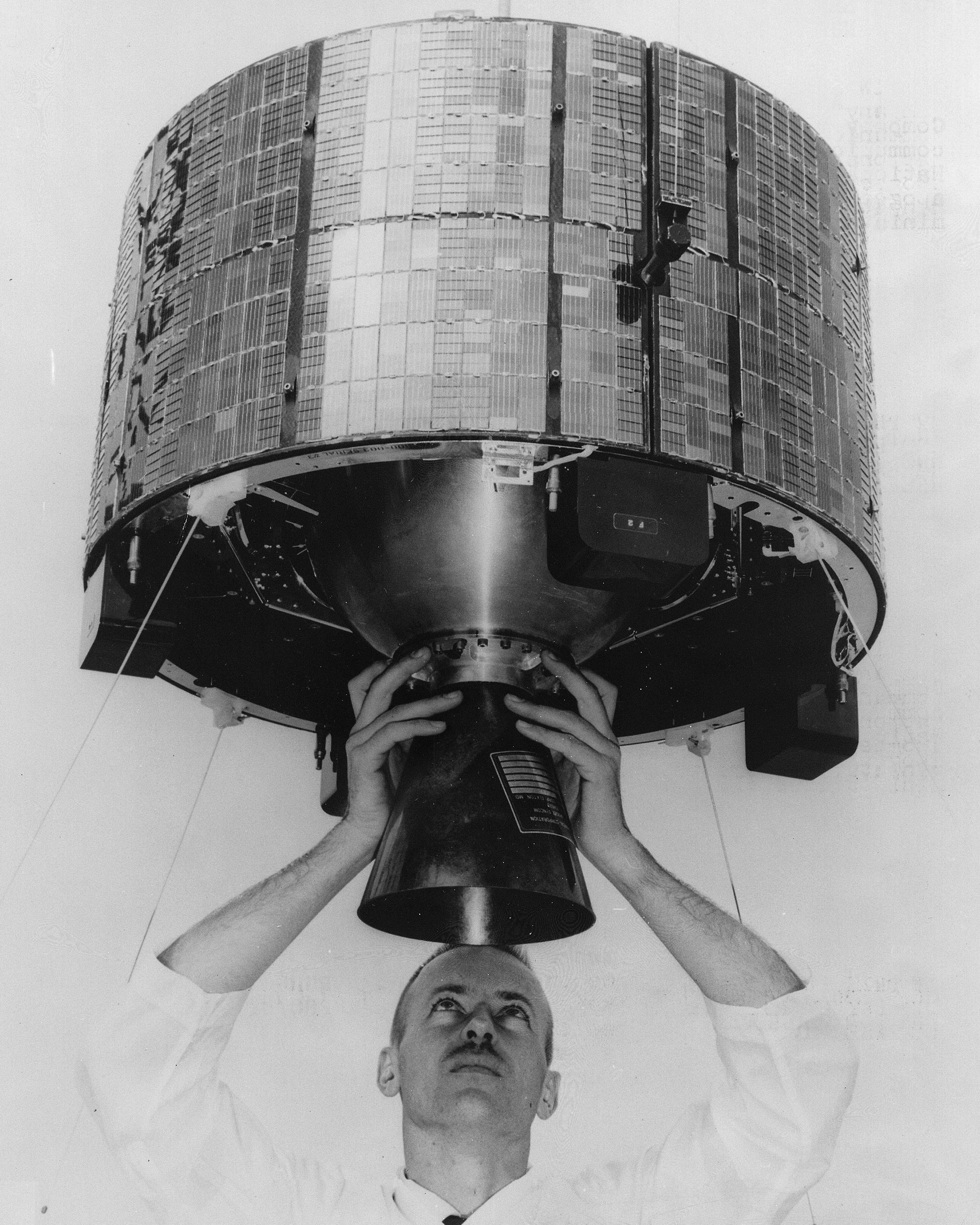
Syncom-1 lansat în 1963, primul satelit de telecomunicații plasat pe orbită geostaționară.

După lansarea primului satelit artificial în 1957, Sputnik 1, numeroși jucători au studiat oportunitățile pe care le deschidea era spațială în domeniile telecomunicațiilor. Congresul SUA a decis inițial că lucrările de cercetare asupra acestui subiect vor fi conduse pentru sateliții pasivi de către noua agenție spațială, NASA, în timp ce Departamentul Apărării va avea ca sarcină punerea la punct a sateliților activi (care aveau drept componente dispozitive de amplificare a semnalului, repetitoare) mai promițători, însă mai complecși. Militarii americani au identificat imediat potențialul sateliților de telecomunicații. Departamentul american al Apărării a dispus dezvoltarea primului satelit de telecomunicații SCORE. Acesta era capabil să înregistreze un mesaj de 4 minute și apoi să-l retransmită. NASA a lansat în 1960 satelitul pasiv Echo: acesta era un balon cu un diametru de 30 de metri, făcut din PET / PET acoperit cu aluminiu, care servea drept releu pasiv pentru comunicațiile radio. Satelitul Courier 1B, construit de societatea americană Philco și lansat la data de 4 octombrie 1960, a fost primul satelit care avea un repetitor activ la bord. Misiunea sa a durat 17 zile.
În 1960, AT&T a cerut organismului american de reglementare a telecomunicațiilor, FCC, autorizația de a dezvolta un satelit de telecomunicații operațional, dar, spre surprinderea tuturor, guvernul american de la acea vreme nu și-a dat acordul, spunând că „nu are mecanismul legislativ necesar să gestioneze toate implicațiile unei astfel de decizii”. La mijlocul anului 1961, NASA a plasat o comandă companiei RCA pentru un prim prototip al satelitului de telecomunicații activ Relay plasat pe orbită medie. La rândul său, AT&T a construit un satelit de același tip TELSTAR care a fost lansat de NASA pe 10 iulie 1962. Totuși, un satelit plasat pe o orbită medie nu este vizibil de la o stație terestră decât câteva minute. Prin urmare, este nevoie de un număr mare de sateliți de acest tip pentru a asigura o acoperire permanentă. Alegerea unei orbite geostaționare, care a fost descrisă de Clarke, face posibil, cu un singur satelit, să se asigure o acoperire a 40% din suprafața globului terestru, dar are două dezavantaje: este nevoie de un lansator puternic pentru a plasa satelitul pe această orbită circulară la altitudinea de 36.000 km, în timp ce lansatoarele de la începutul erei spațiale aveau o capacitate redusă. Pe de altă parte, distanța (cca 72.000 km) introduce o întârziere în comunicare.

Schema plasării pe orbita geostaționară.

Agenția Spațială Americană a comandat firmei Hughes Aircraft Company realizarea primului satelit geostaționar SYNCOM. Inginerii de la Hughes Aircraft au pus la punct tehnica lansării pe orbită geostaționară care permite cel mai bine utilizarea capacităților lansatorului și care va fi, în mod sistematic, aplicat în continuare: la 26 iulie 1963 satelitul Syncom a fost plasat pe orbită de o rachetă Thor-Delta pe o orbită joasă (1, în albastru deschis, pe schema de alături) apoi a fost aprinsă ultima treaptă a rachetei pentru a plasa satelitul pe o orbită eliptică al cărei apogeu se situa la 36.000 km (Orbită de transfer geostaționară (2, în galben)). În sfârșit a fost pornit un motor de apogeu, cu propergol solid, solidar cu satelitul, care a circularizat orbita (3, în roșu). Acest prim satelit geostaționar, cu o masă limitată la 39 kg nu era decât geosincron, adică longitudinea sa fiind fixă, latitudinea sa oscila între 39°N și 39S. Și-a îndeplinit totuși perfect rolul. Un al doilea satelit Syncom, lansat în iulie 1964, a fost plasat pe o orbită geostaționară, fix deasupra ecuatorului, și a retransmis Jocurile Olimpice de la Tokyo din același an. Pe de altă parte, proiectul satelitului militar de telecomunicații, ADVENT, a fost abandonat un an mai târziu, victimă a întârzierilor din cauza complexității satelitului planificat și a costurilor suplimentare ale proiectului. Proiectul conceput de militari era prea ambițios pentru epoca respectivă. Este vorba despre un satelit stabilizat pe 3 axe, în timp ce prototipurile NASA și AT&T sunt rotite în jurul unei axe. Acestea din urmă sunt mai simple, dar nu acceptă desfășurarea unor antene mari sau panouri solare (celulele solare se află pe corpul satelitului care are o formă cilindrică) ceea ce le limitează capacitatea. Datorită în special acestei alegeri, satelitul studiat de armată era mult mai greu, ceea ce necesita un lansator cu o treaptă superioară puternică. Or, singura etapă superioară potrivită, Centaur era în dezvoltare. Proiectul a acumulat întârzieri și nu va fi finalizat până în 1966. Primul satelit stabilizat de telecomunicații comerciale cu 3 axe nu va fi lansat până în 1975 (Satcom), dar această arhitectură tehnică va deveni larg răspândită ulterior.

### Communications Satellite Actși crearea COMSAT (1962)

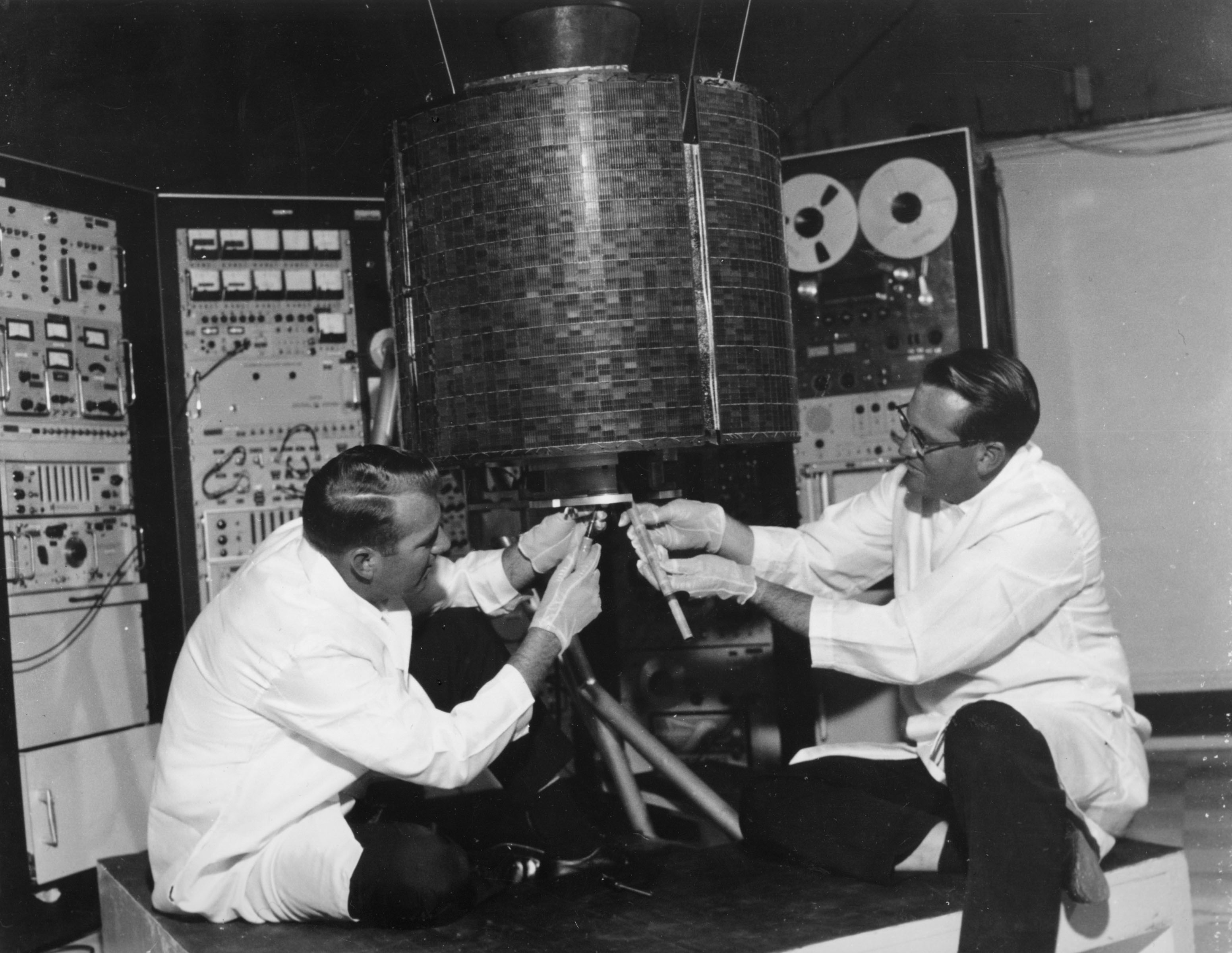
Intelsat I, primul satelit de telecomunicații operațional (1965). Cu o masă de el permite administrarea a 480 de comunicații telepfonice simultane.

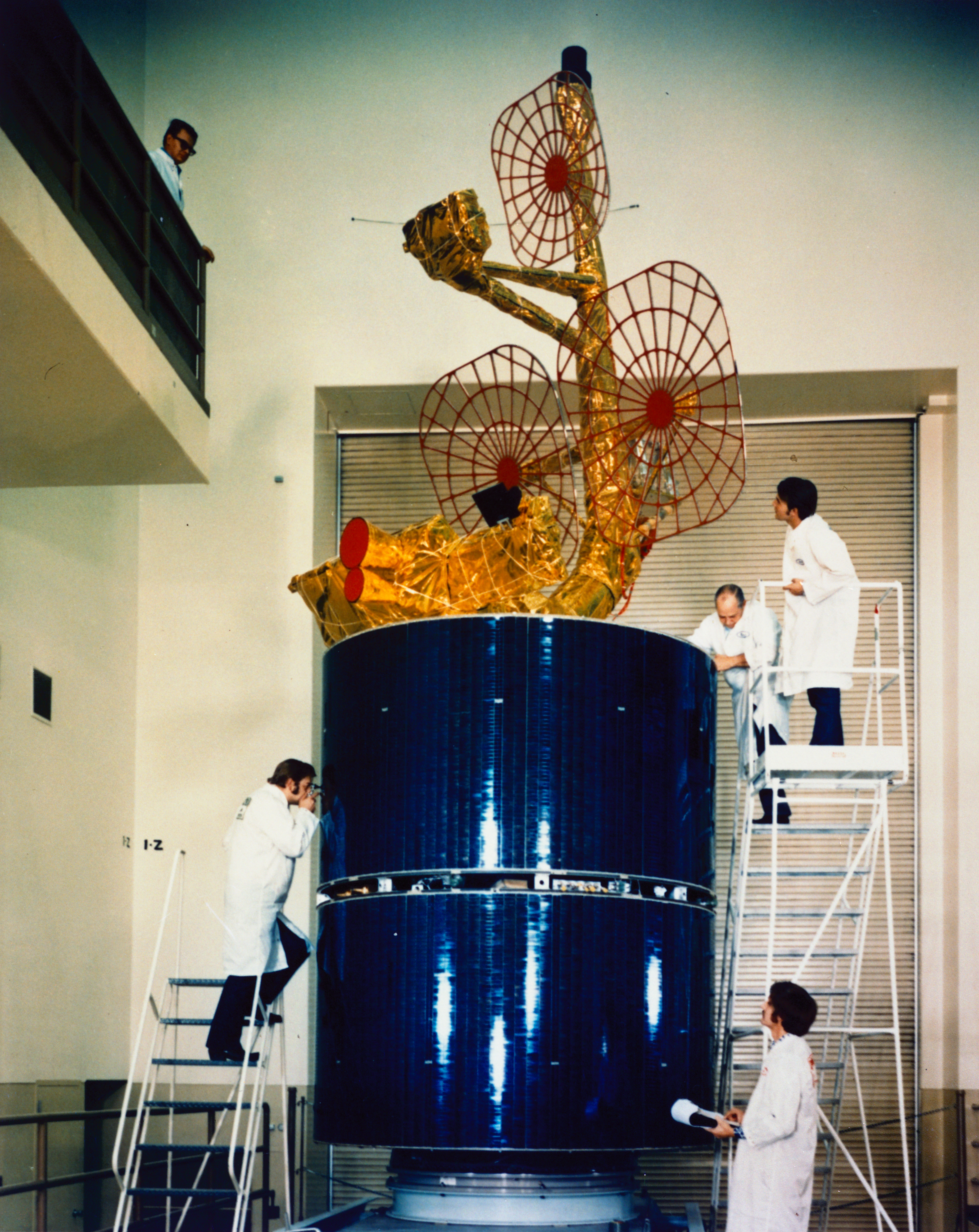
Satelitul Intelsat IVA (1975).

Responsabilii americani respinseseră propunerea provenită de la AT&T de dezvoltare a unui sistem autonom de telecomunicații spațiale. După o lungă perioadă de gestație legată de negocieri complexe între Senat, președinția Statelor Unite ale Americii, lobby-ul industriașilor și NASA, administrația americană Kennedy a cerut să se voteze de către Congres Communications Satellite Act din 1962 care a oferit un cadru de reglementare pentru dezvoltarea telecomunicațiilor spațiale ale Statelor Unite ale Americii. A încredințat crearea și gestiunea acestora unei societăți private, COMSAT deținută de principalele întreprinderi de telecomunicații americane (AT&T, ITT, RCS...) și de investitori privați (societăți aerospațiale...). COMSAT, care a devenit primul operator de sateliți de telecomunicații, este pus sub supervizarea reglementatorului american al telecomunicațiilor, FCC. Mandatul societății COMSAT este dublu. Pe de o parte el trebuie să determine viabilitatea comercială a unui sistem de telecomunicații spațiale și, dacă evaluarea este pozitivă, să construiască acest sistem. Pe de altă parte, în măsura în care acest tip de rețea vizează suprimarea barierei oceanelor, el nu poate fi decât internațional, iar misiunea COMSAT este de a crea o organizație care să reunească cât mai multe țări pentru a permite acestui sistem să funcționeze. Pentru finanțarea dezvoltării sale, societatea COMSAT, care nu primea nicio subvenție, a făcut o ofertă publică inițială, cu succes în 1964, reușind să strângă 196 milioane USD.